# Pure (PAMELAHのアルバム)
『Pure』（ピュア）は、PAMELAHの2枚目のアルバム。

## 概要
前作から9ヶ月で発売されたオリジナルアルバムで、オリコン初登場3位を記録し、PAMELAHの全シングル・全アルバムを通じての最高記録となっている。売上枚数は推定32万枚。

## 収録曲
1. BABY BABY
ビデオクリップが制作されており、「NO.」や「CD NEWS」などでアルバム収録曲の紹介映像として放送されている。『HIT COLLECTION -CONFIDENCE-』に収録された際にも同じ映像が使用された。
2. 忘却の彼方
3. あなたが離れない
4. BLIND LOVE
5. I shall be released
6. It's my fault
7. きっと ずっと
8. いつまでもあなただけ
9. 君はどこにいるの
10. 君の腕の中へ
11. 純情
ビデオクリップが制作されており、ヘリからの空撮などが行われた。「NO.」や「CD NEWS」などで放送されている。

作詞:水原由貴 作曲･編曲:小澤正澄(全曲)